# Plyds og papegøjer
Plyds og Papegøjer (eng. The Ladykillers) er en engelsk komediefilm fra 1955. Medvirkende er bl.a. Alec Guinness, Cecil Parker, Herbert Lom og Peter Sellers.

## Plot
Forbryderen professor Marcus (Guinness) og hans bande indlogerer sig før et nært forestående bankrøveri hos en ældre dame Mrs. Wilberforce (Katie Johnson) under påskud af at være en strygekvintet. For at fjerne enhver mistro hos den ældre dame spiller de Luigi Boccherinis strygekvintet nr. 5 opus 13 på pladespilleren.
Bankrøveriet går godt, og Mrs. Wilberforce deltager uden eget vidende i forbrydelsen. Da de fem herrer vil forlade huset, taber en af dem sin cellokasse, der går op, og Mrs. Wilberforce ser, at den er fuld af pengesedler.
Mrs. Wilberforce lægger to og to sammen og fortæller professor Marcus, at hun vil gå til politiet. Banden ser derfor ingen anden udvej end at skille sig af med hende.

## Medvirkende
- Alec Guinness: Professor Marcus
- Katie Johnson: Louisa Alexandra Wilberforce
- Cecil Parker: Major Claude Courtney
- Herbert Lom: Louis Harvey
- Peter Sellers: Harry Robinson
- Danny Green: "One-Round" Lawson

## Eksterne Henvisninger
- Plyds og papegøjer på Internet Movie Database (engelsk)
- Plyds og papegøjer på Filmdatabasen
- Plyds og papegøjer på Scope
- Plyds og papegøjer i Svensk Filmdatabas (svensk)
- Plyds og papegøjer på AlloCiné (fransk)
- Plyds og papegøjer på MovieMeter (nederlandsk)
- Plyds og papegøjer på AllMovie (engelsk)
- Plyds og papegøjer hos British Film Institute (engelsk)
- Plyds og papegøjers profil hos Encyclopædia Britannica Online (engelsk)
- Plyds og papegøjer på Turner Classic Movies (engelsk)